# Til

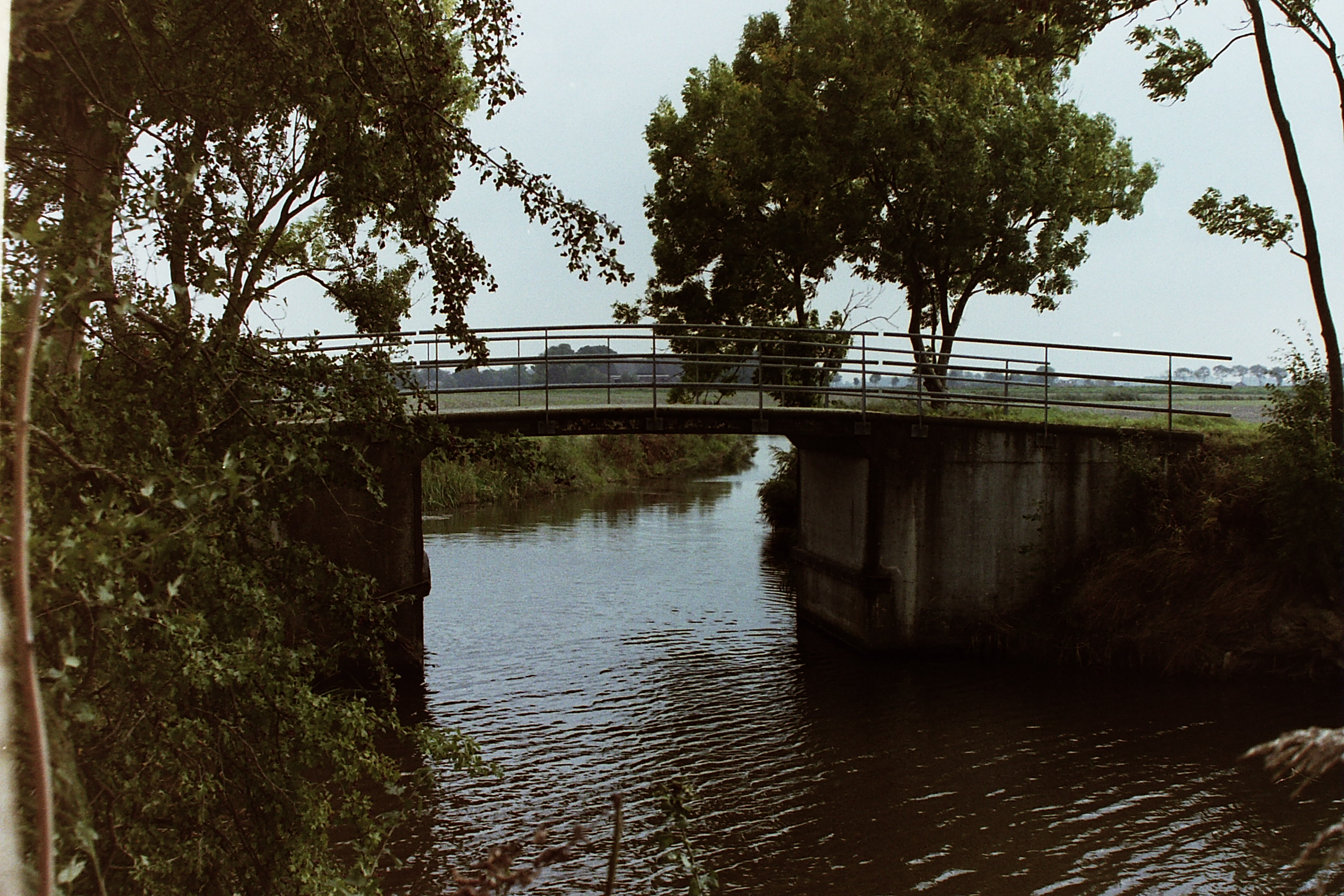
Storkstertil

Een til, tille, ook wel tilbat, is een Groningse en Oudfriese naam voor een (meestal vaste) brug. 
Het Oudfriese woord thille of tile, Nedersaksisch dēle, betekent oorspronkelijk 'plank, deel, balk' (vergelijk duiventil). Het Middelengels kent de vormen thil(le) en thele, Oudengels þille of þel ('plank, balk'), vandaar de toponiemen Theale, Thelbridge en Elbridge (de beide laatste uit þel-brycge, 'balkenbrug', vanaf de 7e eeuw). Ook de Westfaalse plaatsnaam Delbrück is verwant.
Het woord til komt vooral in Groningen, maar ook in Oost-Friesland, Friesland en Noord-Holland voor. Rondom deze bruggen ontwikkelde zich soms een nederzetting met een herberg en andere voorzieningen.
In Zuid-Holland en Utrecht staat het woord voor een 'planken zoldering boven hooi- of koestallen'.
Een til was van hout en werd oorspronkelijk aan het begin van de winter afgebroken om de onderdelen droog te kunnen bewaren. In het voorjaar werden de balken teruggelegd en bedekt met zoden om een rijvlak te vormen. Nog in het register van het Winsumer- en Schaphalsterzijlvest van 1755 en 1757 wordt voorgeschreven: 
dat de tillen (...) sijnde batten, soodra bij nat winterweer de wegen onbruikbaar zijn, worden opgenomen.
Een bat is een (loop)plank; een bat was een losse brug die in de regel 's winters verwijderd werd. Ook smalle bruggen werden wel bat, tilbat, batting genoemd. Het woord komt voor in het toponiem Stinebarten bij Smalle Ee.
Een brug (Oudfries: bregge) werd in de middeleeuwen, in tegenstelling tot een til, beschouwd als een vaste oeververbinding die het hele jaar kon worden gebruikt. De belangrijkste 'tillen' aan doorgaande wegen in Groningen en Friesland zijn al in de 15e of 16e eeuw vervangen door vaste houten bruggen. Desondanks is de naam 'til' dikwijls blijven bestaan. In tegenstelling tot een klapbrug of een draaibrug kon een til niet voor het scheepvaartverkeer geopend worden. Veel tillen zijn in de 19e eeuw vervangen door bruggen, waarbij uitgang van de naam werd veranderd in -draai of -klap.
Vergelijkbaar zijn de woorden balk en post, bijvoorbeeld in het Friese Balk (oorspronkelijk Balc), het Overijsselse Balkbrug en in de plaatsnamen Buitenpost, Lutkepost en Ten Post.
Er zijn enkele plaatsnamen die naar een til verwijzen:
- Atjetille
- Briltil
- Doodstil
- Enumatil
- Kootstertille
- Paapstil
- Scheevetil
- Slaperstil
- Steentil
- Tilburen
- Till (Stadt Leer, 1487 vor der Tille)
- Tillhäuser (Südbrookmerland)

Daarnaast komt het toponiem vaak voor in namen van bruggen, straten, voorzieningen en instellingen, zoals:
- Abelstokstertil (Warfhuizen)
- Bieuketil (Warffum)
- Bloederige Blynse Tille (Wijnaldum)
- Dieftil (Oosterwijtwerd)
- Engelstilstraat (Winschoten)
- Hoge Tilweg (Boerakker)
- Hoptille (Hijlaard)
- Houttil (Alkmaar)
- Roode Til (verzorgingsplaats) (Scheemda)
- Koetille (station) (Harlingen)
- Steentilstraat (Groningen)
- Stijfeltil (Usquert)
- OBS De Tille (Drachten)
- Tilvaart (Spijk)
- Wijnjetil (Garsthuizen)
- Zwarte Tille (Bergum)
- Zwijntil (Baflo)